# Het toverbos aan De Rijpstraat
Het toverbos aan De Rijpstraat is een huizenhoge muurschildering op het gebouw De Rijpstraat 125 te Amsterdam-West.
Rijpstraat 125 is daarbij het eerste gebouw dat een oneven huisnummer heeft aan De Rijpstraat. Bij het uitdelen van de huisnummers leefde nog het idee dat de straat aan de Willem de Zwijgerlaan zou beginnen, zoals kaarten uit die tijd tonen. Er kwam een nieuw inzicht; het eerste stuk vanaf de Willem de Zwijgerlaan werd De Rijpgracht, waarbij de noordelijke kade overgaat in de straat. Dit had tot gevolg dat er een verschuiving in de gevelwand moest komen. De gracht met kades is breder uitgevoerd dan de straat. Daardoor ontstond bij De Rijpstraat 125 een metershoge blinde muur, die geheel gestuct was; een onaangenaam stuk grijs in de buurt vond men in de 21e eeuw. Meerdere gebouwen in de wijk Bos en Lommer hebben dit soort wanden.
Om die wanden op te fleuren werd het project Muren van West gestart. Er werden muurschilderingen gezet aan de Bos en Lommerweg (Reinaert de vos), vier aan de Wiltzanghlaan (Tijgervrouwen, Eenheid in diversiteit, Stamboom en Four peas in a pod), een aan de Hoofdweg (Samen bij De Boeg), deze aan De Rijpstraat (zomer 2022) en een aan de Sara Burgerhartstraat (herfst 2022, Individualiteit tegenover collectiviteit) (gegevens november 2022). 
De muurschilderingen moesten verhalen uit de buurt weergeven. Op de bedoelde plek begint dus een huizenblok aan De Rijpstraat, waarvoor een klein plantsoentje is aangelegd; de bebouwing aan De Rijpsgracht heeft een 34 meter teruggetrokken rooilijn. Die gevelwand krijgt jaarlijks een seizoenachtig natuurlijk kunstwerk in de vorm van de schaduw van een wisselend bladerdek van een in 2005 geplante els (Alnus), die in 2022 12 tot 15 meter hoog is. Het komen en gaan van het bladerdek geeft een wisselend beeld op de kale muur. Aan kunstenaar Peim van der Sloot werd gevraagd een muurschildering te leveren die daarbij aansluit. Zijn Toverbos wordt gedurende de seizoenen meer of minder zichtbaar. Op een geelbruine achtergrond leverde Van der Sloot een werk af vol met stippen; hij is gespecialiseerd in het pointillisme, hier tevens verwijzend naar ronde prijsstickers op artikel op een kunstmarkt. Volgens kunstenaar en Edo Dijksterhuis van Het Parool (2024) zette de kunstenaar 9750 stippen middels "in verf gedoopte sponzen". Van der Sloot had zijn atelier in de buurt (De Roos van Dekamaweg) en omschreef de plek als een stadsoase met bomen en gracht tussen al dat steen. 
Van der Sloot haalde dus inspiratie uit de buurt (kattenvrouwtje, bewoner Vos en Het paard (sjokkende man achter rollator), maar ook uit De Bremer stadsmuzikanten. Voor het goede oog duiken dan ook in de gele onderlaag van de muurschildering (on-)verwachte dieren op.
De schildering werd (mede-)gefinancierd door het Amsterdamse Fonds voor de Kunst.

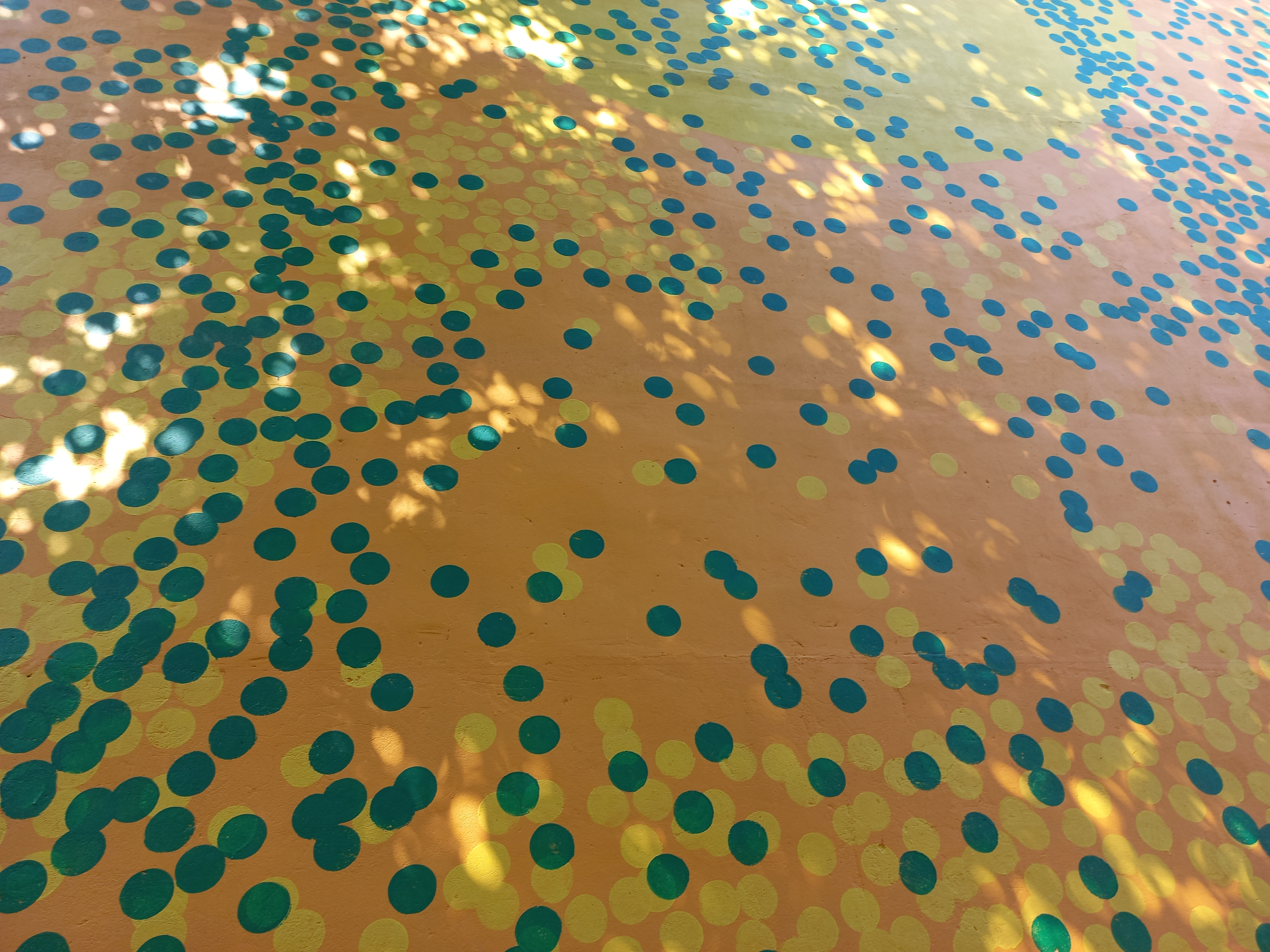
Pointillisme van Van der Sloot (juli 2022)